# مضيف (حوسبة)

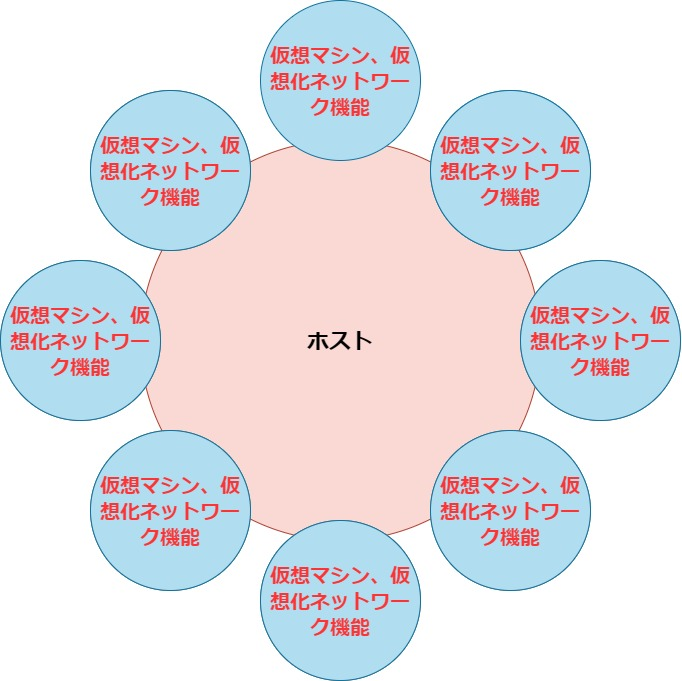

في شبكات الحاسوب، المُضيف (بالإنجليزية: Host)‏ هو حاسوب أو جهاز آخر مُتصل مع الشبكة تمّ منحُه عُنواناً من فضاء العناوين في طبقة الشبكة. بعد حصُولِه على العنوان، يُسمّى الجهاز أو الحاسوب مُضيفاً للعنوان، وتُسمى العمليّة استضافة العنوان (بالإنجليزية: Address Hosting)‏. يمكن للمُضيف أن يقدّم المعلومات أو الموارد أو الخدمات أو التطبيقات للمُستخدمين أو لعُقد الشبكة الأخرى، كما يمكن أن يكون المضيف كياناً برمجياً بالكامل.
تُستعمل اصطلاحات خاصّة للتعامل مع المُضيفين الذين يلعبون دوراً في نموذج الخادم والعميل، ففي هذه الحالة إما أن يكون المُضيف عميلاً، أي مُستخدِماً للخدمة، أو مُخدّماً يُقدّمُها. كما يُمكن للمُضيفين أن يكونوا جزءاً من شبكات تعمل بنموذج القرائِن حيث تتشارك كل العُقد المواردَ المُتاحة بصلاحيّات مُتساويّة.

## نبذة تاريخيّة
في أنظمة التشغيل، يدُلّ مُصطلح الطرفيّة بشكل تقليدي على جهاز حاسوب مُتعدد المُستخدمين (بالإنجليزية: Multi-user)‏ أو جهاز حاسوب يُقدّم الخدمات لعدد من التجهيزات الأصغر ذات القدرات المحدودة.
استُخدِم مُصطلح «مُضيف الإنترنت» أو اختصاراً مُصطلح «المُضيف» فقط في عدد من وثائق التعليقات التي عرّفت شبكة الإنترنت وسلفها شبكة الأربانت. في الوقت الذي تمّ تطوير الأربانت فيه، كانت أجهزة الحاسوب عبارة عن حواسب مركزية كبيرة يمكن النفاذ إليها باستعمال طرفيات خاصة، لم تحتوي هذه التجهيزات على برمجيات ولم تقمّ بعمليات حسابية، ولكنّ اقتصر عملها على تأمين النفاذ إلى الحاسوب المركزي الكبير، ولذلك لا يُعتبر أي منها مضيفاً في الشبكة.
ورد في الوثيقة (RFC 4) المعنونّة: «الجدول الزمني للشبكة»(1)  أول استعمال لكلمة مُضيف ومُخدّم في وثائق التعليقات حيث تمّ تصنيف العقد العاملة في الشبكة إلى مُضيف مُستخدم (بالإنجليزية: Using Host)‏ ومُضيف المُخدّم (بالإنجليزية: Serving Host)‏، وهي أشكال بدائيّة من العميل والمُخدّم المُستعملين في نموذج الخادم والعميل.
تصفّ إحدى وثائق الإنترنت، وبالتحديد الوثيقة (RFC 871)، المعنونّة: «وجهة نظر في نموذج الأربانت المرجعي» (2)، المُضيف بأنّه «نظام حاسوبي عام يتصل مع الشبكة من أجل تشارك الموارد مع أنظمة التشغيل المُشتركة».

## تعريف المُضيف
يُسمى الحاسوب المُتصّل بشبكات تستخدم حزمة بروتوكولات الإنترنت بمُضيف بروتوكول الإنترنت (بالإنجليزية: IP Host)‏، وبشكلٍ خاص، يُسمى الحاسوب المُتصل بشبكة الإنترنت بمُضيف الإنترنت (بالإنجليزية: Internet Host)‏، وأحياناً يُدعى عقدةً في شبكة الإنترنت (بالإنجليزية: Internet Node)‏. تستضيف بطاقات الشبكة عناوين الإنترنت، ويُمكن للمُضيف أن يستضيف أكثر من عنوان بنفس الوقت. تتمّ تهيئة العناوين إمّا يدويّاً عن طريق مُشرفي الشبكة، أو آليّاً عند الإقلاع باستخدام بروتوكول التهيئة الآليّة للمُضيفين  أو باستخدام طرق التهيئة الآليّة الذاتيّة (بالإنجليزية: Stateless Address Auto-configuration)‏.
يُعدّ كل مُضيف في الشبكة عقدة فيها، ولكنّ العكس ليس صحيحاً، فالعديد من تجهيزات الشبكة مثل المُودمات والمُوزّعات والمُبدّلات(3) لا تُمنح عناوين شبكة، وبالتالي لا يُعتبر أيٌّ منها مُضيفاً في الشبكة. أمّا بالنسبة للمُوجّهات والطابعات المُتصلة مع الشبكة، فهي تمتلك عناوين شبكة، ويُعدّ كل منها مُضيفاً في الشبكة، ولكنّ يتمّ تجاوز ذلك أو إغفاله في بعض الأحيان لأنها ليست حواسيب ذات أغراض عامة.
كل مُخدّم هو مُضيف، ولكنّ العكس ليس صحيحاً، فكل جهاز قادر على إنشاء اتصال مع الشبكة هو مُضيف، ولكن المُضيف الذي يستقبل اتصالات من أجهزة أخرى هو فقط من يُسمّى مُخدّماً. تُستخدم كلمة مخدّم للإشارة إلى حاسب أو برنامج يعمل على الحاسب، أمّا كلمة مُضيف فهي تشير إلى أي حاسب متصل مع الشبكة.

## هوامِش
1. العنوان الأصلي هو (بالإنجليزية: Network TimetableProtocol)‏.
2. العنوان الأصلي هو (بالإنجليزية: A perspective on the ARPANET Reference Model)‏.
3. تقنيّاً يُمكن أن تُمنح المُبدّلات عناوين شبكة لأغراض إشرافيّة، ولكن هذه العناوين لا تُمنح للمُبدل، بل تُمنح لمنافذ افتراضيّة يتمّ إنشائُها في المُبدّل نفسهِ أو لمنافِذ حقيقيّة تعمل على مستوى طبقة الشبكة، وفي كلا الحالتين فهي توسّعات إضافيّة، لا ترتبط بعمل المُبدّل نفسه ضمن الشبكة، وتمّت إضافتُها إليه، بهدف تسهيل عملية لإدارة والإشراف على الشبكة.